# Formel 2-EM 1977
Formel 2-EM 1977 vanns av René Arnoux.

## Delsegrare
| Datum      | Bana           | Vinnare          |
| ---------- | -------------- | ---------------- |
| 6 mars     | Silverstone    | René Arnoux      |
| 11 april   | Thruxton       | Brian Henton     |
| 17 april   | Hockenheim     | Jochen Mass      |
| 1 maj      | Nürburgring    | Jochen Mass      |
| 15 maj     | Vallelunga     | Bruno Giacomelli |
| 30 maj     | Pau            | René Arnoux      |
| 19 juni    | Mugello        | Bruno Giacomelli |
| 26 juni    | Rouen          | Eddie Cheever    |
| 12 juli    | Nogaro         | René Arnoux      |
| 24 juli    | Enna           | Keke Rosberg     |
| 7 augusti  | Misano         | Lamberto Leoni   |
| 2 oktober  | Estoril        | Didier Pironi    |
| 30 oktober | Donington Park | Bruno Giacomelli |

## Slutställning
| Plats | Förare             | Poäng |
| ----- | ------------------ | ----- |
| 1     | René Arnoux        | 52    |
| 2     | Eddie Cheever      | 40    |
| 3     | Didier Pironi      | 38    |
| 4     | Bruno Giacomelli   | 32    |
| 5     | Riccardo Patrese   | 32    |
| 6     | Keke Rosberg       | 22    |
| 7     | Ingo Hoffmann      | 18    |
| 8     | Alberto Colombo    | 18    |
| 9     | Alex Pesenti-Rossi | 13    |
| 10    | Brian Henton       | 12    |